# Temperatura ekwiwalentno-potencjalna
Temperatura ekwiwalentno-potencjalna {\displaystyle \left(\theta _{e}\right)} – temperatura cząstki próbnej powietrza, jaką osiągnęłaby, gdyby cała para wodna zawarta w niej skondensowała się, a cząstka zostałaby doprowadzona adiabatycznie do standardowego ciśnienia odniesienia, zwykle 1000 hPa (1000 mbar), które jest w przybliżeniu równe ciśnienie atmosferyczne na poziomie morza.
Odpowiada to procesom adiabatycznym:
- adiabatyczny ruch cząstki do góry aż do momentu kiedy para wodna w powietrzu ulegnie nasyceniu (poziom wymuszonej kondensacji),
- wigotnoadiabatyczny dalszy ruch cząstki do góry z jednoczesną kondensacja pary wodnej, aż cała para wodna ulegnie skropleniu,
- sprowadzenie cząstki adiabatycznie do 1000 hPa (sprężenie powstałego suchego powietrza do ciśnienia 1000 hpa).

Temperatura ekwiwalentno-potencjalna jest zachowana podczas zmian ciśnienia powietrza (podczas pionowych ruchów w atmosferze), nawet jeśli para wodna skrapla się podczas tej zmiany ciśnienia. Jest zatem bardziej zachowana niż zwykła temperatura potencjalna, która pozostaje stała tylko dla ruchów pionowych powietrza nienasyconego parą wodną.
Temperaturę ekwiwalentno-potencjalna {\displaystyle \theta _{e}} można określić uproszczonym wyrażeniem (Stull 1988):
{\displaystyle \theta _{e}=T_{e}\left({\frac {p_{0}}{p}}\right)^{\frac {R}{c_{p}}}\approx \left(T+{\frac {l_{v}}{c_{p}}}r\right)\left({\frac {p_{0}}{p}}\right)^{\frac {R}{c_{p}}},}
gdzie:
{\displaystyle T_{e}} – temperatura ekwiwalentna,
{\displaystyle T} – temperatura powietrza przy ciśnieniu {\displaystyle p,}
{\displaystyle p_{0}} – ciśnienie standardowe (1000 [hPa]),
{\displaystyle R} – stała gazowa 287 [J/(kg K)],
{\displaystyle c_{p}} – ciepło właściwe przy stałym ciśnieniu 1004 [J/(kg K)],
{\displaystyle l_{v}} – ciepło parowania (2400–2600 [kJ/kg]),
{\displaystyle r} – stosunek zmieszania pary wodnej.